# ZTR Zaporiyia
El ZTR Zaporiyia es un club de balonmano de la ciudad de Zaporiyia en Ucrania, que juega en la Liga de Ucrania de balonmano y en la Baltic League.
Es el club más laureado de Ucrania y rivaliza sobre todo con el Motor Zaporiyia, club de la misma ciudad y ganador de las últimas ligas.

## Palmarés
- Liga de Ucrania de balonmano: (14)
  - 1993, 1995, 1998, 1999, 2000, 2001, 2003, 2004, 2005, 2007, 2008, 2009, 2010, 2011
- Copa EHF: (1)
  - 1983

## Plantilla 2016-17
|  | Porteros - Borys Kriuchkov - Oleksansr Popov - Anton Dereviankin Extremos - Andrii Akimenko - Dmytro Artemenko - Oleksii Ganchev - Ievgen Konstantinov - Kyrylo Korielov Pivotes - Artem Zviedov - Roman Severyn - Rusian Honcharov | Defensas - Roman Berezhny - Roman Honcharov - Denys Isanchuk - Maksim Karamyshev - Volodimir Kilievyi - Oleg Macharashvili - Maxym Strelnikov - Oleksandr Tilte |